# Grow Fins: Rarities 1965–1982
Grow Fins: Rarities 1965–1982 je box set, složený z pěti CD nevydaného materiálu od amerického zpěváka Captaina Beefhearta a jeho skupiny The Magic Band. Album bylo nahrané v letech 1965–1982, tedy po celou Beefheartovu hudební kariéru a vydané v roce 1999.

## Seznam skladeb

### Disk 1: "Just Got Back From the City (1965–67)"
1. "Obeah Man" (1966 demo) – 2:46
2. "Just Got Back from the City" (1966 demo) – 1:55
3. "I'm Glad" (1966 demo) – 3:43
4. "Triple Combination" (1966 demo) – 2:50
5. "Here I Am I Always Am" (early 1966 demo) – 3:17
6. "Here I Am I Always Am" (later 1966 demo) – 2:33
7. "Somebody in My Home" (live Avalon Ballroom '66) – 3:03
8. "Tupelo" (live Avalon Ballroom '66) – 4:15
9. "Evil" (live Avalon Ballroom '66) – 2:33
10. "Old Folks Boogie" (live Avalon Ballroom '67) – 3:15
11. "Call On Me" (1965 demo) – 3:04
12. "Sure 'Nuff 'n Yes I Do" (1967 demo) – 2:11
13. "Yellow Brick Road" (1967 demo) – 1:45
14. "Plastic Factory" (1967 demo) – 2:57

### Disk 2: "Electricity, 1968"
1. "Electricity" (live at Cannes 1968) – 3:42
2. "Sure Nuff" (live at Cannes 1968) – 3:00
3. "Rollin n Tumblin" (Kidderminster 1968) – 11:10
4. "Electricity" (Kidderminster 1968) – 3:42
5. "You're Gonna Need Somebody on Your Bond" (Kidderminster 1968) – 6:28
6. "Kandy Korn" (Kidderminster 1968) – 4:23
7. "Korn Ring Finger" (1967 demo) – 7:23

### Disk 3: "Trout Mask House Sessions, 1969"
1. "Hobo Chang Ba" and "Dachau Blues" tuning up – 4:59
2. 'bush recording' – 8:18
3. "Hair Pie: Bake 1" – 5:04
4. "Hair Pie: Bake 2" – 2:44
5. 'noodling' – 1:05
6. "Hobo Chang Ba" – 2:02
7. "Hobo" practice – 1:58
8. "Hobo Chang Ba" take 2 – 3:08
9. "Dachau Blues" – 2:06
10. "Old Fart at Play" – 1:23
11. 'noodling' – 1:01
12. "Pachuco Cadaver" – 4:08
13. "Sugar 'n Spikes" – 2:40
14. 'noodling' – 1:01
15. "Sweet Sweet Bulbs" – 2:31
16. "Frownland" (take 1) – 2:51
17. "Frownland" – 1:52
18. 'noodling' – 1:11
19. "Ella Guru – 2:33
20. 'silence' – 0:09
21. "She's Too Much for My Mirror" – 1:30
22. 'noodling' – 0:36
23. "Steal Softly thru Snow" – 2:22
24. 'noodling' – 1:52
25. "My Human Gets Me Blues" – 2:54
26. 'noodling' – 1:06
27. "When Big Joan Sets Up" – 4:32
28. 'silence' – 0:05
29. "Candy Man" – 0:57
30. "China Pig" – 4:15

### Disk 4: "Trout Mask House Sessions Pt. 2"
1. "Blimp" playback – 5:09
2. 'Herb Alpert' – 1:07
3. 'Septic tank' – 0:51
4. 'We'll overdub it 3 times' – 5:26

Na CD disk 4 obsahuje i tyto videa:
1. Cannes Beach live '68 ("Electricity" and "Sure Nuff")
2. Paris Bataclan live '73 ("Click Clack")
3. Detroit Tubeworks program, winter of late 1970/early 1971 ("Big Joan", "Woe Is Me", "Bellerin Plain")
4. Amougies live '69 ("Too Much for My Mirror", "Human Gets Me Blues")

### Disk 5: "Captain Beefheart & His Magic Band Grow Fins (1969–81)"
1. "My Human Gets Me Blues" (živá nahrávka Amougies '69) – 3:56
2. "When Big Joan Sets Up" (živá nahrávka 'Detroit Tubeworks' 1971) – 6:13
3. "Woe Is Uh Me Bop" (live 'Detroit Tubeworks' 1971) – 2:46
4. "Bellerin Plain" (live 'Detroit Tubeworks' 1971) – 3:26
5. "Black Snake Moan I" (KHSU '72) – 1:04
6. "Grow Fins" (živá nahrávka Bickershaw '72) – 5:12
7. "Black Snake Moan II" (WBCN '72) – 1:52
8. "Spitball Scalped Uh Baby" (živá nahrávka, Bickershaw '72) – 9:15
9. "Harp Boogie I" (WBCN '72) – 1:35
10. "One Red Rose That I Mean" (Town Hall '72) – 1:48
11. "Harp Boogie II" (WBCN '72) – 0:56
12. "Natchez Burning" (WBCN '72) – 0:46
13. "Harp Boogie III" (1972 radio phone in) – 0:53
14. "Click Clack" (Paříž, '73) – 2:53
15. "Orange Claw Hammer" ('75 from radio with Zappa on acoustic guitar) – 4:39
16. "Odd Jobs" (Don piano demo, '76) – 5:13
17. "Odd Jobs" (full band demo '76) – 5:12
18. "Vampire Suite" (1980 worktapes / živá nahrávka) – 3:49
19. "Mellotron Improv" (živá nahrávka '78) – 1:25
20. "Evening Bell" (Don piano demo '81) – 0:57
21. "Evening Bell" (Lucas worktape '81) – 2:18
22. "Mellotron Improv" (živá nahrávka '80) – 2:23
23. "Flavor Bud Living" (živá nahrávka '81) – 1:17